# Yela Loffredo
Yela Loffredo Rodríguez (Guayaquil, 22 de julio de 1924 - Ibidem, 16 de mayo de 2020) fue una escultora ecuatoriana, fundadora de la "Asociación Cultural Las Peñas" y directora del Museo Municipal de Guayaquil, considerada un símbolo del arte guayaquileño.

## Biografía
Yela Loffredo Rodríguez, conocida como la "madre de los artistas", nació en Guayaquil el 22 de julio de 1924, hija de Salvatore Loffredo Calabrese, italiano y Julia Rodríguez Coello, ecuatoriana.
A la edad de cuatro años, Yela tocó por primera vez la mezcla de papel y engrudo, dado que sus hermanos mayores elaboraban caretas para los años viejos. Así empieza su desarrollo por una carrera que más tarde la ayudaría a obtener ingresos y solventar gastos. Sin embargo, también se desarrolló en varios ámbitos, tales como pintura, grabados, música, esculturas; los cuales fueron inculcados por su padre Salvatore Loffredo Calabrese.
En 1936, a la edad de doce años, su vida es marcada por el fallecimiento de su padre a causa de un infarto, lo que causó que su madre tome las riendas del hogar. Tres años después (1939) estudió en el Colegio Nacional Guayaquil y tomó cursos de ballet. 
En la década de los cuarenta conoció a Paúl Klein Wolf, un joven inmigrante de orígenes judío-alemán, quien se convertiría en su esposo. Sin embargo, el 13 de mayo de 1942 ocurrió un fuerte terremoto que acabó con su casa y cobró muchas vidas, entre esas, la de su madre. Este hecho causó que tenga que vivir con sus padrinos antes de contraer matrimonio. 
Fruto de su matrimonio con Paul Klein, tuvo cinco hijos, un varón y cuatro mujeres, nietos, bisnietos, también marcados por el arte. Su hija Tanya Klein, diseñadora de interiores, fue Miss Ecuador (1964) y su nieta Ariana Mandini también ganó esa corona en 1993.
En 1965 viajó a Estados Unidos para tratar una enfermedad de una de sus hijas, viaje que le permitió conocer el barrio bohemio del Greenwich Village en el distrito de Manhattan, vislumbrando inmediatamente que algo parecido se podría realizar en su natal Guayaquil, en el barrio Las Peñas.
Uno de sus logros fue unirse junto a otros artistas para conformar lo que hoy se conoce como “Asociación Cultural Las Peñas”, siendo su primera edición en 1966 y en donde actualmente se realizan exposiciones de pintura y escultura cada 25 de julio. Esto con el objetivo de enriquecer y motivar el arte en la urbe porteña. A partir de ese año se realizaron anualmente varias exposiciones en el que se mostraba obras de artistas nacionales. Es por esta actividad de mecenazgo, que se la catalogó como "la madre de los artistas".
En 1979 fue nombrada directora del Departamento Cultural de la Escuela Superior Politécnica del Litoral (Espol), cargo que ejerció durante más de 32 años.
Su exposición individual 'Sinfonía de las Formas', realizada en 1984, fue una de las más aclamadas, recibiendo las mejores críticas.
Asimismo, Yela Loffredo impulsó actividades artísticas como los lunes culturales que se realizaban en el aula magna del campus Las Peñas de la Escuela Superior Politécnica del Litoral (ESPOL), entre las décadas de los 90 y 2000. 
En 1992 pierde a su esposo debido a la diabetes, no dejándose vencer por esta situación y volviéndose acreedora del premio Nacional de Cultura “Eugenio Espejo” en 1999 gracias a su gran aporte en las artes plásticas de la ciudad.
Ya en 2014 se realizó la muestra Vida y Paz en el camposanto Parque de la Paz, donde la artista exhibió veinticinco obras realizadas en diversos materiales, tales como marmolina, bronce, aluminio, cobre y resina, pertenecientes a las colecciones artísticas de la escultora.
La maestra de la escultura creó un sinnúmero de obras, entre ellas, "7 Lunas".

### Estudios
Estudió en la escuela Municipal número 4 Manuel María Valverde y cursó la secundaria en el Colegio Nacional de Señoritas Guayaquil.
En el periodo de 1960 debido a los consejos de los amigos de su esposo, decidió estudiar artes en la Escuela Municipal de Bellas Artes, en Guayaquil, siendo discípula de escultura del maestro y rector de Bellas Artes, Alfredo Palacio Moreno y en pintura de Theo Constante, finalizando sus estudios en 1966.
En 1957 estudió arqueología junto al arqueólogo y publicista ecuatoriano Presley Norton.
Fue compañera de Francisco Huerta Rendón y Carlos Zevallos Menéndez en la Escuela que mantenía la Casa de la Cultura. 
Su gusto por la arqueología comenzó por la amistad forjada con Francisco Huerta Rendón y Carlos Zevallos Menéndez lo que la motivó a estudiar durante siete años esta carrera en la Escuela que mantenía la Casa de la Cultura, Núcleo del Guayas.

## Fallecimiento
Falleció en Guayaquil a causa de insuficiencia Respiratoria e Infarto Agudo al Miocardio, el sábado 16 de mayo de 2020, a los 95 años de edad..

## Obras
De su gran trayectoria, se destacan obras como  “Venus de Valdivia”, obra escultórica que representa a la mujer valdivia autóctona de la Costa ecuatoriana. La "Venus de Valdivia" fue diseñada por Yela y elaborada en bronce por el ingeniero Guido Ochoa.
En 1984,  presentó su exposición individual “Sinfonía de las Formas”, el cual fue muy elogiado por todos y se llevó muy buenas críticas.
De igual manera, tiene obras importantes como por ejemplo: “Ritmos del tiempo”, “Los cuatro jinetes de la Apocalipsis”, “Los amantes de Sumpa”, “El chamán de la coca”, “Las chismosas”, “Vuelo de trino” y “Jinete de guerra”.

## Exposiciones
Exposición personal en Cuba:
- 1978 Exposición de escultura. Yela Loffredo, Centro de Arte Internacional, La Habana, 1 de diciembre.

Exposición colectiva en Cuba:
- 1979 – 1960 creadoras, Galería Amelia Peláez, Parque Lenin, La Habana, 9 de marzo.[16]

Exposición personal Vida y paz
- 2014 Exposición de escultura; presentación del 'Ángel de la paz'.[17]

## Valoración de su obra artística y cultural
Es considerada parte importante para el desarrollo del arte en Guayaquil, siendo la primera escultora femenina y, como tal, la de mayor jerarquía artística del siglo XX.

## Logros
- 1960-1964 Premio de la Sociedad Filantrópica del Guayas.
- 1964 Primer Premio en Escultura que anualmente concedía la escuela.
- 1966 Tercer Premio.
- 1968 Segundo Premio de escultura del salón Municipal Fundación de Guayaquil.
- 1999 recibe del gobierno del Ecuador el Premio Nacional de Cultura Eugenio Espejo por su gran aporte en las artes plásticas de la ciudad.[16]

## Reconocimientos
En 1983, fue enviada por el Organización de las Naciones Unidas para la Educación, la Ciencia y la Cultura (Unesco) a París para exponer sus obras junto a grandes artistas del arte tanto de América como de Europa. 
En reconocimiento a su destreza, entrega en el campo de las artes plásticas —a nivel nacional e internacional— y su preocupación constante para promover esta disciplina artística, le fue entregado en 1999, durante la presidencia de Jamil Mahuad, el Premio Nacional Eugenio Espejo.